# Douglas XFD
Il Douglas XFD era un biplano monomotore realizzato dall'azienda statunitense Douglas nella prima metà degli anni trenta.
Proposto all'United States Navy come aereo da caccia, pur mettendo in evidenza ottime caratteristiche di volo, non venne accettato per la produzione in serie e rimase allo stadio di prototipo.

## Storia del progetto
Il progetto del Douglas XFD, primo aereo da caccia sviluppato dalla Douglas (come indicato dalla denominazione stessa, secondo lo standard del tempo), nacque in risposta ad una specifica richiesta del Bureau of Aeronautics con la quale veniva richiesto un velivolo biposto imbarcato da destinare al ruolo di caccia nelle file dell'U.S. Navy.
Il prototipo venne portato in volo per la prima volta nel gennaio del 1933 e fu impegnato presso la Naval Support Facility di Anacostia (sobborgo di Washington) in prove comparative unitamente all'altro prototipo competitore, il Vought XF3U.
Benché avesse dimostrato elevate doti di manovrabilità, il velivolo della Douglas non venne considerato soddisfacente dalle autorità preposte alla valutazione, anche in ragione della progressiva perdita di interesse nei confronti della formula biposto per i velivoli da caccia.
Nel corso del 1936 l'aereo venne rimotorizzato con l'installazione di un motore radiale Wright R-1820 (Cyclone 9) in luogo dell'originale Pratt & Whitney R-1535 al fine di cercare acquirenti stranieri. Pur in presenza di un certo incremento della potenza disponibile, nell'ordine di 50 hp, non si registrò alcun interesse nel velivolo. L'unico esemplare realizzato venne preso in carico dalla Pratt & Whitney che lo impiegò come banco di prova volante per i propri propulsori.

## Descrizione tecnica
Il Douglas XFD era un biplano biposto, dalla struttura interamente metallica con rivestimento in tela. La fusoliera alloggiava la cabina di pilotaggio nella quale trovavano posto i due membri dell'equipaggio disposti in tandem. La velatura principale presentava l'ala inferiore (di minor superficie) più arretrata rispetto a quella superiore; le due ali erano tra loro collegate mediante un montante ad "N" e controventate da cavi metallici. I piani di coda erano di tipo classico, con lo stabilizzatore collocato alla base della deriva.
Il carrello d'atterraggio, di tipo fisso, era composto dai due elementi principali anteriori dotati di una singola ruota e da un ruotino d'appoggio posteriore.
Il motore era il radiale a 14 cilindri Pratt & Whitney R-1535 Twin Wasp Junior, raffreddato ad aria, che sviluppava una potenza di 700 hp (522 kW).
L'armamento era composto da tre mitragliatrici calibro .30 in: due erano alloggiate nella parte superiore della fusoliera, davanti alla cabina di pilotaggio, e sparavano mediante sincronizzatore attraverso il disco dell'elica; l'altra arma era brandeggiabile ed era alloggiata nella parte posteriore della cabina, a disposizione del navigatore.